# Середы
Середы́ (укр. Середи) — село на Украине, находится в Емильчинском районе Житомирской области. Первое письменное упоминание села в 1603 году в акте раздела имений князя Василия Константиновича Острожского между его сыновьями Янушем и Александром. Село в составе Барашевской волости досталося князю Александру Острожскому.
Код КОАТУУ — 1821786401. Население по переписи 2001 года составляет 1035 человек. Почтовый индекс — 11231. Телефонный код — 4149. Занимает площадь 2,984 км².

## Адрес местного совета
11231, Житомирская область, Емильчинский р-н, с. Середы, ул.Емильчинская, 3б